# 宇川のアユ

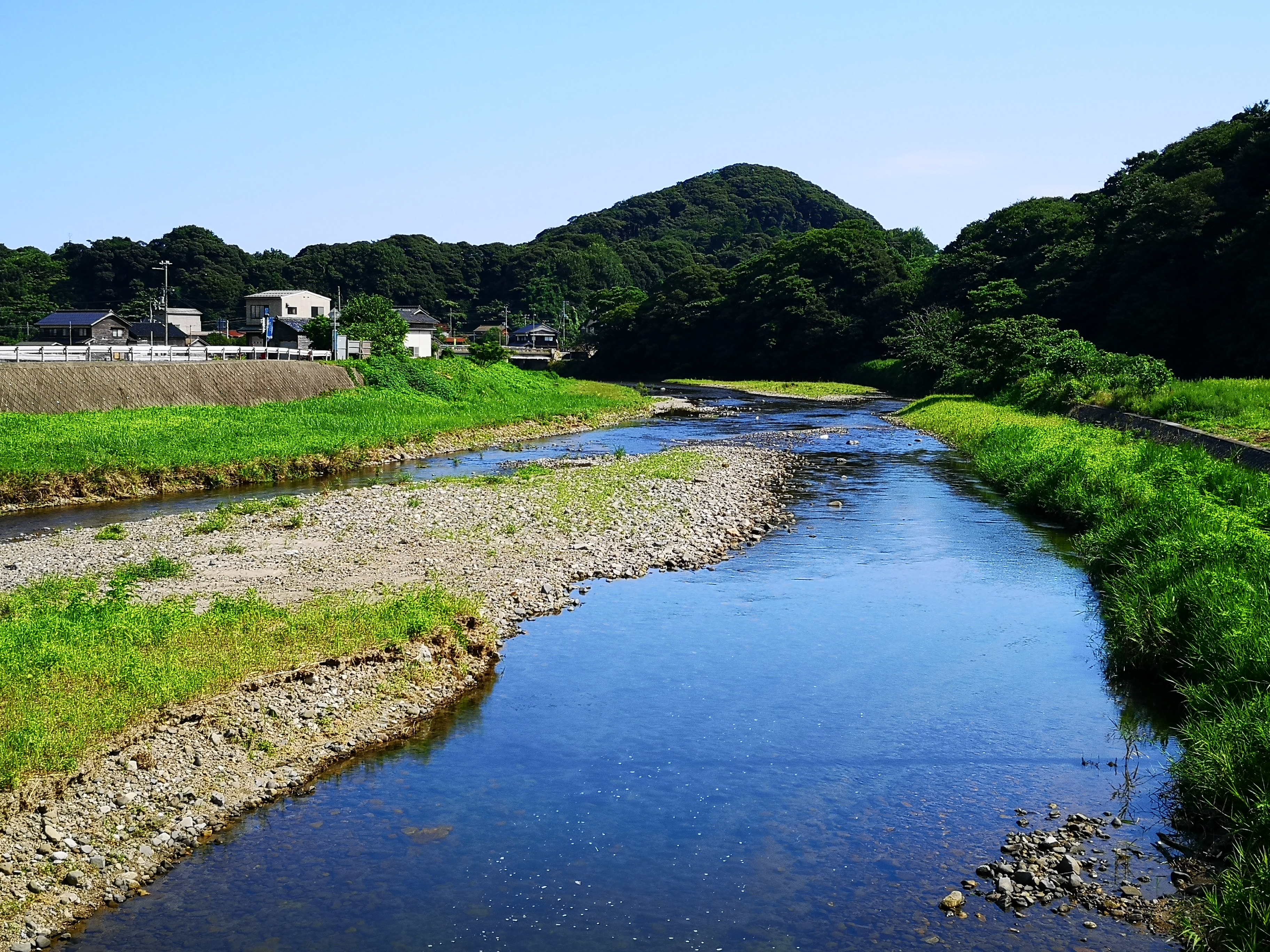
中瀬橋付近の宇川（京丹後市丹後町平）

この項では宇川のアユ（うかわのアユ）について述べる。京都府京丹後市を流れる二級河川宇川は、京都大学の鮎生態調査河川として知られ、国際生物学会（I・B・P）環境保全指定河川に指定される。日本海から遡上する天然アユと稚魚を放流し宇川で育つアユを総じて「宇川鮎」と呼び、特に多くの天然アユが遡上することから、その遡上から産卵までのアユの生涯の場である「宇川流域天然鮎生息地」として、京丹後市の文化財に指定されている。

## 宇川での研究

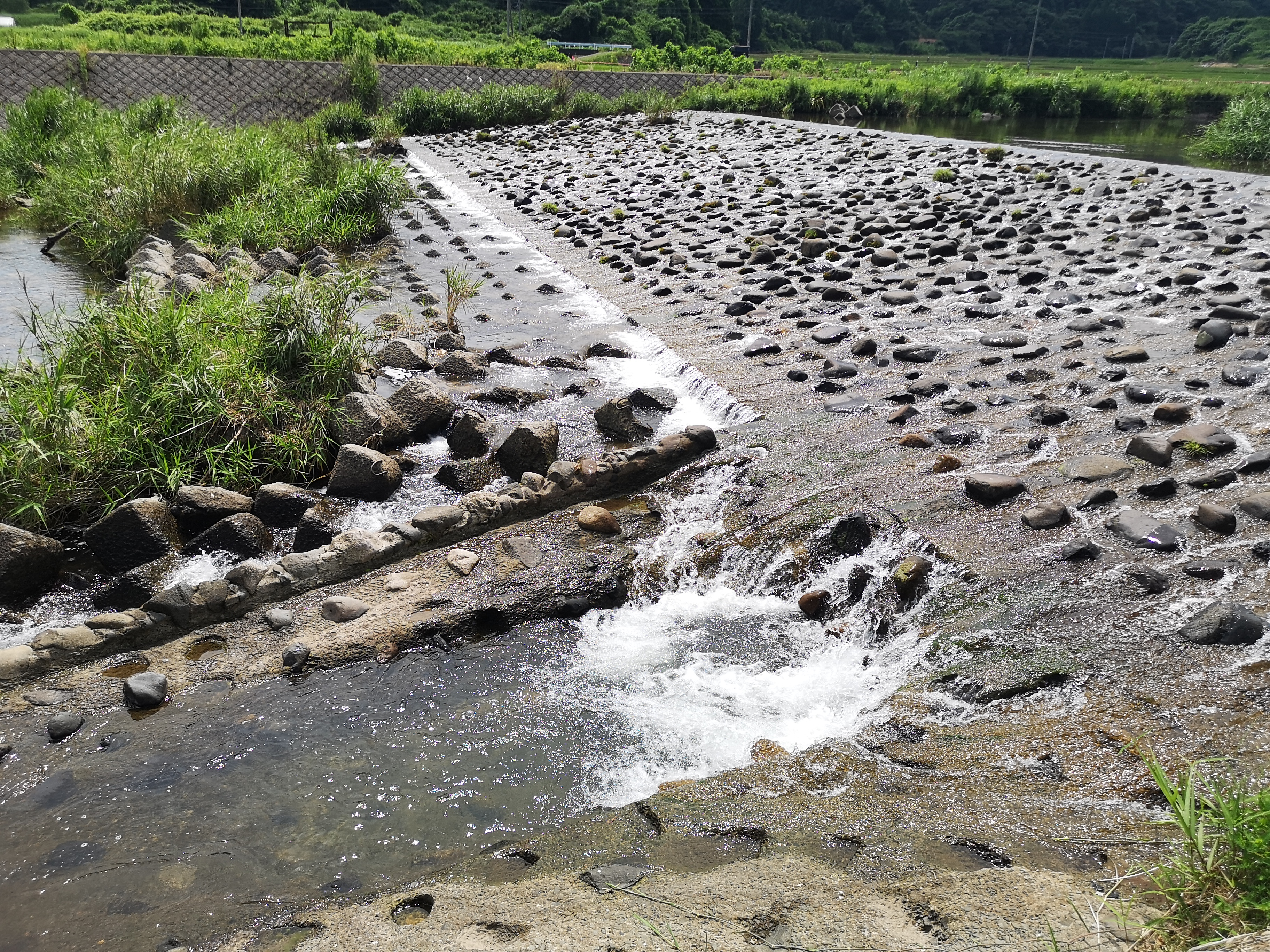
宇川の堰と魚道

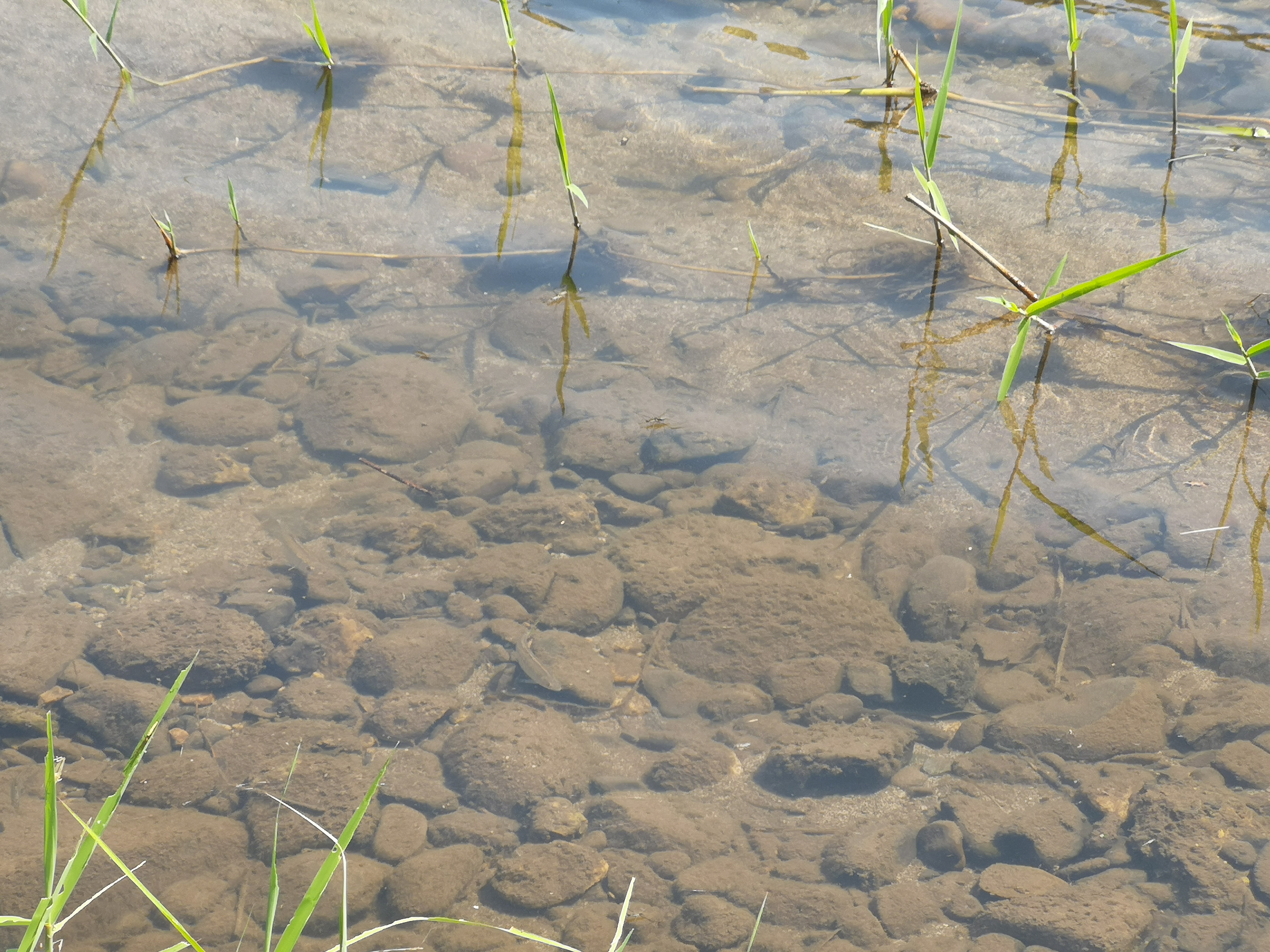
宇川を泳ぐアユ

### 京都大学による生態研究

#### 研究河川の選定
1950年（昭和25年）に水産庁が京都府に委託し、府から依頼を受けた京都大学理学部生態学講座の宮地伝三郎主体による日本国内では初のアユの生態研究が行われた。戦後の食糧難対策として、1949年（昭和24年）12月に漁業法が改定され、漁業権に魚族を保護し増殖を図る義務が加えられたことを受け、自然水域のなかでの面積あたりの生産速度としては桁外れに生育の早いアユに着目し、養殖増産を図るための放流基準密度策定事業によるものである。京都府のほかにもいくつかの都府県が研究を委託され、おもに春に放流されたアユと夏に漁獲したときのアユを比較する研究が行われたが、梅雨時の増水などで別々の区画に放流したアユが混ざってしまうなど、好ましい結果につながらなかったという。
水産庁の打診の翌年、1951年（昭和26年）度から調査を開始した京都府は、京都大学に協力を依頼し、宮地の研究グループがこれを受諾した。当時の日本の主要河川の「漁業・養殖業漁獲統計表」によれば、アユの漁獲量は他の淡水魚よりも量にして2倍以上、市場価格にして8倍以上の価値があり、漁獲量では淡水魚全体の4分の1、市場価格では半分を占めており、川の生産性を研究するにあたり真っ先に取り上げるべき魚種と判断されたためである。
研究対象として京都府内河川のうち北端の宇川が選ばれた理由は、①天然遡上アユを扱えること、②流域面積570万平方メートルと調査に手頃な大きさであること、③河口から約1キロメートル地点に灌漑用の小さな堰があり、川の端に設置した魚道を通過するアユの数さえ把握すれば上流に遡上したアユの数が把握できる、という利点3つによる。アユ漁の解禁日が7月中旬と遅く、漁獲の影響を考えずに調査可能な期間が長かったことや、解禁日の漁をほとんど地元住民がやるため漁獲量の調査が容易であるのも好都合であった。
1955年（昭和30年）からの宇川での研究に先立ち、宮地ら京都大学の研究グループは、研究初年の1951年（昭和26年）は献上アユの名所として古くから知られた山国町の上桂川で、翌1952年（昭和27年）は鞍馬川で、いずれも放流アユで調査を行い、1年をおいて1954年（昭和29年）度には、漁協の組合長らの推薦を受けた10ほどの河川を調査した結果、上桂川と、由良川の上流域にある牧川に腰を据えて調査を行った。その結果、アユの生活場所である瀬と淵の研究をさらに深めなければアユとその食べ物との量的関係を明らかにできないと考え、1955年（昭和30）度には様々な淵でアユの生活を観察することが委託研究グループのテーマとなった。この決定に対し、この年から新たに研究を引き継ぐことになっていた京都大学大学院生（当時）の川那部浩哉と原田英司は、グループの研究史は数年にわたっていても個人の研究史はこれから始めるところであるとしてアユの自然史から研究することを主張し、委託研究グループの目的と折り合いをつける形で、「天然アユが海から遡上し死ぬまでの間、その川のいろいろな淵を、いつどのように利用するか」を調査することとなった。宮地、川那部ら研究グループが京都府内15本ほどの河川を調査してまわった結果、天然アユが遡上する等の前述の条件を満たし、砂防工事などによって下流が汚染されていなかった宇川が調査河川に選出された。

#### 宇川での研究
1955年（昭和30年）から始まった京都大学研究グループの宇川での研究は、宇川橋のたもとにあった民宿「何時屋（なんどきや）」を拠点として、アユの縄張り行動と生息密度の関係などに関して日本海から遡上するアユの生態研究を深め、これをきっかけに宇川は、淡水生物研究河川（フィールド）として、全国にその名を知られることとなった。1962年（昭和37年）に池田書店から刊行された『鮎と釣り方』に掲載された「全国鮎釣り河川案内」では、宇川については「京大理学部によつて鮎の生態研究の行われている宇川があつて、日本海にそそいでいる。」とのみ紹介され、最寄りの交通手段を紹介している他の河川とは扱いが異なりアクセス情報を伏せられている。
アユは餌を採る場所になわばりをもち、その習性を利用した漁法に友釣りがあることは現代では常識であるが、京都大学の宇川での研究当時は、まだ一般に知られていなかった。宮地はアユのこの習性に着目し、アユのなわばりの範囲を調査することで、その川で生息できるアユの数、適切な放流数を算出できると考えた。
調査の結果は、アユのなわばり行動の詳細やなわばりの範囲、アユの生産速度などを明らかにするにとどまらず、アユの密度が高くなるとなわばりが崩壊して群れアユになる社会構造の変化や、アユによる川魚の群集構造の変化などにも及んだ。この宇川での研究成果を基に1960年に宮地が著した『アユの話』（岩波書店）は、国語の教科書にも掲載された。魚類の生活について調査するための川の「生息可能密度」等を明らかにした書である。
さらに、宮地の研究結果は、アユをはじめとして渓流魚が生息しやすい、深さがあり川の流れがゆるやかな「淵」の形態や成因に及び、M型やR型などと呼んで区別する景観的分類の基準は、この研究をきっかけに宇川から始まったとされる。「マエカケ」「カイジリ」などと名付けられた宇川の淵は、教科書でも紹介された。宇川は日本の川魚研究のメッカとなり、オイカワやカワムツなど、他の川魚の研究も行われた。1960年代には宮地のもと川那部浩哉や水野信彦ら多くの研究者が育まれた。

#### アユ生息可能密度
京都大学研究グループによって宇川で解明されたアユ生息可能密度を基準に算出されたアユの放流基準は、アユがなわばりを作る密度か、なわばりを作らず群れアユとなる密度かで2通りあり、なわばり構造が成立する密度であれば1平方メートルあたり0.7尾、なわばりが維持できず群れアユとなる密度であれば1平方メートルあたり4尾程度と算出された。また、なわばりを作ることができる範囲は川の状態により異なるため、河床に等級をつけて等級別になわばり利用率を出し、それを集計する計算式が示された。これらの数字は「京都方式」と呼ばれ、友釣りを前提とするなわばり構造をアユが維持できる密度1平方メートルあたり0.7尾を基準密度として示しつつ、その3倍ほどの量を放流して自然の状態に近づけることが望ましいと提言されている。
1980年代には全国各地の水産試験場が中心となって同様の調査が行われ、1986年（昭和61年）に1平方メートルあたり0.3–0.6尾という結果が算出されたが、高知県の河川を例に挙げれば1平方メートルあたり約1尾の密度で平年並みとみられる漁獲量に達するという。2004年（平成16年）に天然アユの大量遡上があった高知県物部川では5月末時点の平均密度が1平方メートルあたり4.0尾に達したが、高密度のアユが生息できるこうした河川は天然遡上アユが主体で大きさに幅があり、一時にすべてのアユが漁獲対象になるわけではないという点で、放流時の大きさが一定になりやすい放流アユが主体の河川とは差異がある。

### 地域住民による仔魚流下調査
1955年（昭和30年）から約30年間に及んだ京都大学の生態調査と並行し、川那部浩哉及び長崎大学の東幹夫の呼びかけにより、地元の中学校や高校の教諭・瀬川信一及び伴浩治らで結成された「宇川アユ研究グループ」による流下仔魚調査が1977年（昭和52年）にはじまった。宇川で生まれた天然アユが海に出る際に採捕しその数を数えたもので、既存の研究で明らかになっていた「産卵場直下では19時前後に仔魚流下が最も盛んになる」ことを参考に、仔魚の流下数のピークと流速をもとに産卵場所やその状況を明らかにし、地域での教育に活かすことを意図した調査である。この調査はその後20年間続けられ、毎年9月から12月のアユの産卵期に週に1回、宇川河口域で仔魚を採捕して数を数え、その総数を推定した。
宇川のアユの産卵場は、京都大学の1956年（昭和31年）の調査で5か所確認されていたが、その後、上流の小脇や川久保付近の山崩れで土砂が宇川に大量に流入したことから、付近の産卵場の環境変化が懸念されていた。1980年（昭和55年）から1981年（昭和56年）にかけての研究グループの調査では、河口付近の車野を下限として、宇川橋堰堤防付近までの範囲の4カ所で産卵場を特定し、宇川橋より上流2カ所に産卵場と推測できる地点を算出した。産卵保護のため、1928年（昭和3年）の記録では宇川橋から下流は10月1日以降、2021年（令和3年）現在は中瀬橋から下流は9月20日以降、禁漁区に指定されている。

## 生息環境

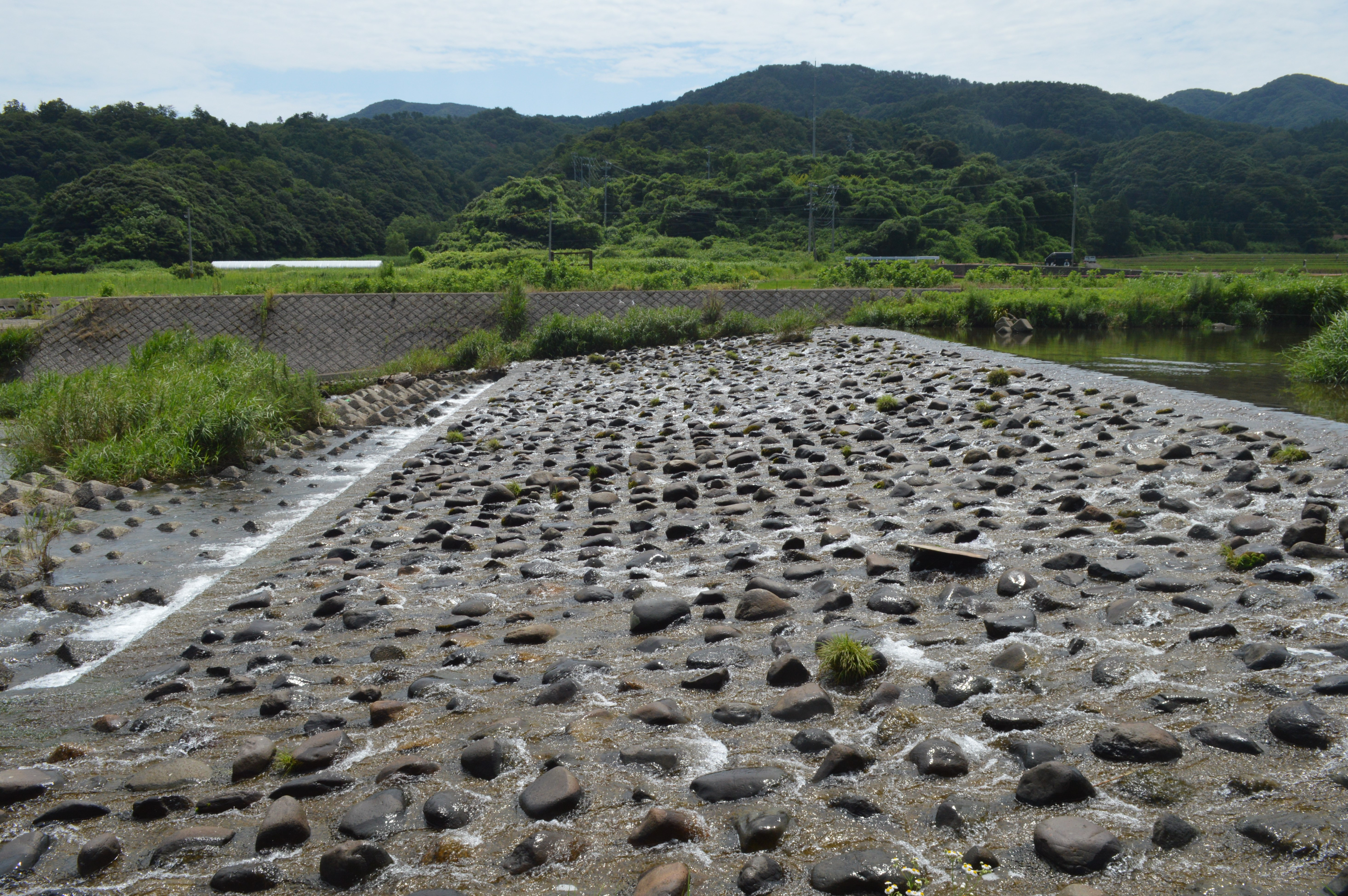
アユが遡上しやすいよう石が並べられた堰

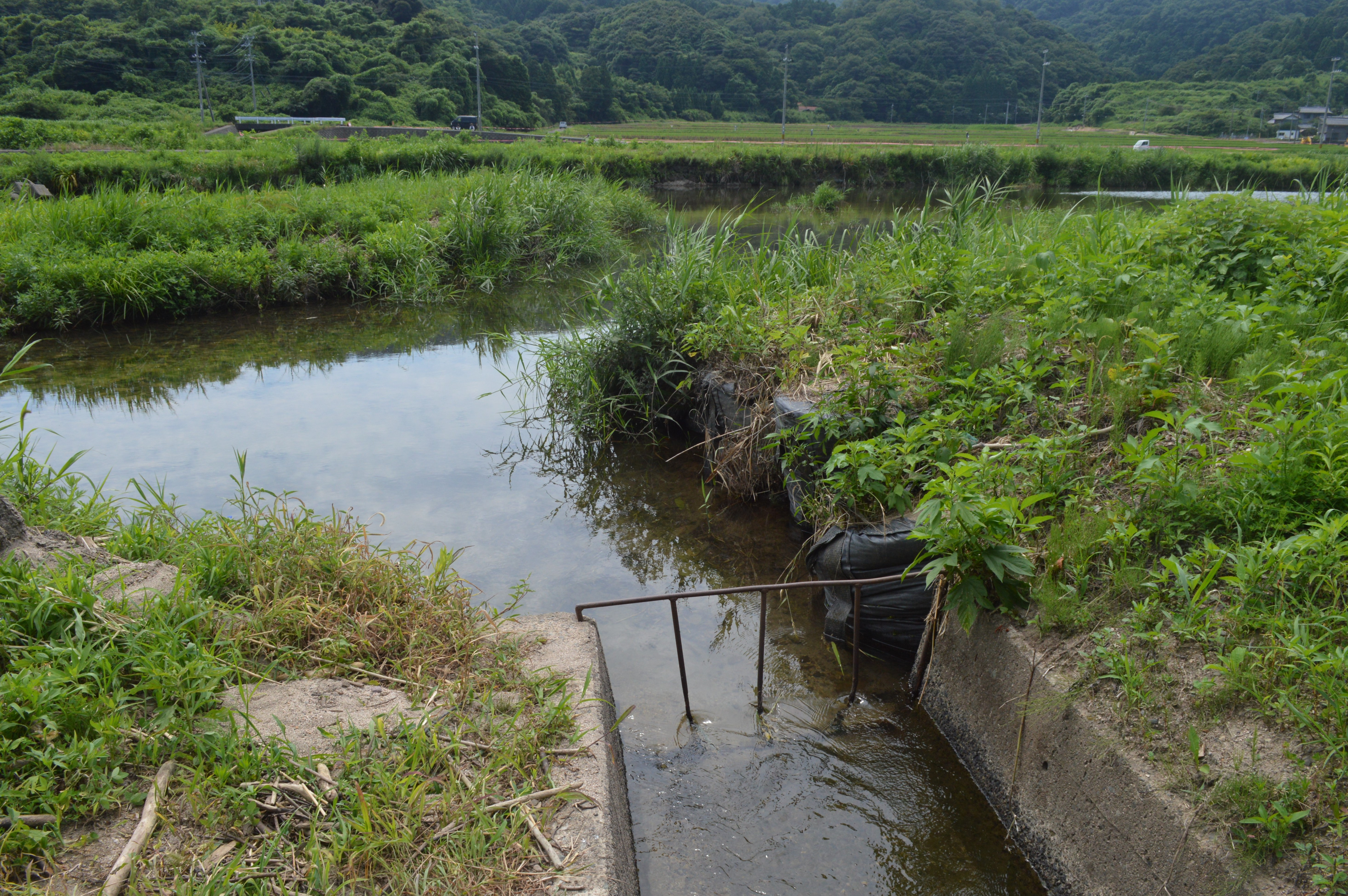
集落に水をひくための水路

流れのある場所で藻を食すアユの生産性は、直接餌を与える集約的養殖池に匹敵するほど高いという。1955年（昭和30年）の調査で、宇川の中でアユの体が作られた値、すなわち宇川のアユが春に海から遡上してからの3カ月で育つ生産速度は、1平方メートルあたり平均して380グラムで、この値は北アメリカの五大湖やヨーロッパの北海における魚の年間の全生産速度の数百倍以上、テムズ川やヨーロッパ渓流の全魚種の10–100倍に達する。
日本列島本州の中流河川では、水温と日照が高い夏に川底の礫に付着するコケなど藻類の生育はとてもよく、アユはこの藻類を剥ぎ取るように摂食して藻類の生産性をさらに向上させる、魚類では珍しい性質をもつ。宇川の形態や水温は、やや上流的で、アユの生息限界ぎりぎりのあたりにかなり近いとみられているが、宇川は、上流・中流・下流を通して川床が石礫で水が清澄であるため渓流魚の生育に適している。川床一帯の礫には、アユの餌になる藻が沢山くっついているので餌に困ることなく成長することができ、日本国内の他の川に生息するアユに比べても成長する速度が速いという。付着藻の量ははだしで石の上を踏むと足がすべる程度で、宇川中流域の瀬では夏の成長期にのみ繁殖する。瀬の石であれば表面100平方センチメートルあたり湿重量で2.5グラムの藻が繁殖するのに対し、淵では瀬の石の3分の1から5分の1程度しか繁殖しない。
宇川には農業や防火用の取水堰が多くあり、河口の平地区から、上流の鞍内までの間に9つの堰がある。落差のある農業用堰には全面に粗石を配置してアユが休める水のたまり場を設けたり、流れの強さを穏やかにする効果のある石積みの魚道を整備したりするなど、アユたちが遡上しやすいように配慮されている。こうした天然遡上アユの生息する宇川下流域の環境は、1986年（昭和61年）6月18日付で丹後町指定天然記念物に指定され、2004年（平成16年）の6町合併による京丹後市発足と同時に京丹後市指定文化財となった。
かつての宇川では、上流の弥栄町野間地域までアユが遡上したが、1918年（大正7年）に小脇発電所の建設に伴い田中ダムが造られたことから、以後はほとんど弥栄町域へは遡上していない。ただし、まったく遡上できないということでもなく、宮地伝三郎は、小脇発電所の淵よりさらに1キロメートルほど上流にある川久保ダム（落差1メートル）より上にはアユはほとんど上がらない、としている。
宇川の河口付近は砂が堆積するため、年や季節によってアユの遡上口は変わる。アユが遡上する時期には、カワウやサギがアユを狙って待ち伏せるため、上宇川漁業協同組合では川の上空に防鳥糸を張るなどしてアユを守る工夫を凝らしている。
アユの多い川は、水質が良いことでも知られている。川に放出される生活排水にはリンや窒素が含まれ水質汚濁の原因となるが、これらは川床の藻類の栄養源でもあり、藻類の増殖がさかんな夏場は水中の窒素分の濃度が低下する。この藻類をアユが摂食し、それが漁獲されることで川から取り除かれる水質浄化サイクルが成立する。物部川で水質と藻類の関係を調査した高知大学深見公雄の研究によれば、アユ釣りシーズンに物部川から除去されたリンと窒素の値は、約20年の調査の年平均値でアユが川に棲息する半年間に物部川に流れたリンのうち約20パーセント、窒素分の約1パーセントに相当し、アユの増殖は水質浄化につながるという観点でも着目されはじめている。

## 生息数
アユの生息数として記録に残っている世界最高の数値は、宇川における1955年（昭和30年）の調査結果で、水面1平方メートルあたり平均4.5尾である。アユの生息に適さない砂底や淀んだ淵の部分も含めての平均値であるため、流れが早く大きな石のある瀬では、アユの数は10–15尾にものぼったものと考えられる。川那部浩哉は、1986年2月の「日本民俗文化源流の比較研究」のシンポジウムのなかで、「今日まで他の川でもこれに近い値は見られたことがない。」と宇川のアユの豊かさを称えている。1955年（昭和30年）には、未就学児と思しき幼子が竹竿で水面を叩いて20センチメートル程のアユを容易に数十尾捕まえていたり、網に驚いて河原に飛び上がったアユ数尾を川那部自身も拾う経験をしたという。
宮地伝三郎は、この頃の宇川のアユの生息量について、1955年（昭和30年）は50万尾、1956年（昭和31年）は8万尾、1957年（昭和32年）は1万尾であったと推測している。年による大きな変動について、川那部は様々な調査結果から少なめに見積もっても数年に一度は1955年のような大発生があったものとみている。
地域の古老の記憶によれば、京都大学一行が調査を行った1950年代すでに、アユは減少傾向にあったといい、1920年代に和服で小学校に通っていた子が、下校のついでに尻まくりをして下流側にやや足を開いて浅瀬に座るとアユが股下へ頭を突っ込んでくるのでそれを毎日抱えて持って帰ったとか、戦前は川に入ると意図せず足で踏んでしまうほどアユがいたというような話も残されている。
1980年頃、宇川上流の狭窄部で行われた道路工事で、大量の風化花崗岩の砂が下流に流された。これによりアユの生育に適した淵や瀬が埋まり、アユの生息数は激減したという。
1987年（昭和62年）6月末からは上流部にあたる宮津市上世屋で大規模な丹後国営農地開発事業が行われ、泥や微粒砂が大量に宇川に流入し、7月には川が白濁し、10月下旬の台風で増水するまで、川底には厚く泥が堆積した。瀬川ら「宇川アユ研究グループ」の調査では、ある1日の17時から23時までの6時間に仔魚が海に出た数は、1980年（昭和55年）は40,018尾程度、1986年（昭和61年）には7,077尾程度と推測されていたが、1987年（昭和63年）は325尾程度まで激減した。1987年（昭和63年）では、1986年（昭和62年）より親魚が多かったことも確認されており、仔魚の激減とこうした上流の工事による土砂流入との因果関係は明らかとみられる。

## 生態

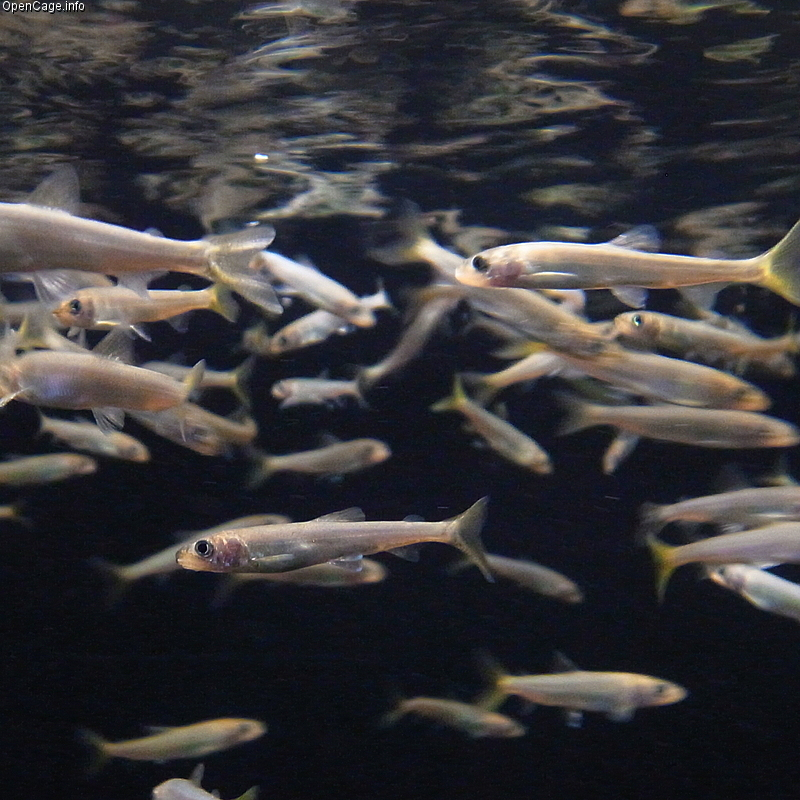
稚鮎の群れ

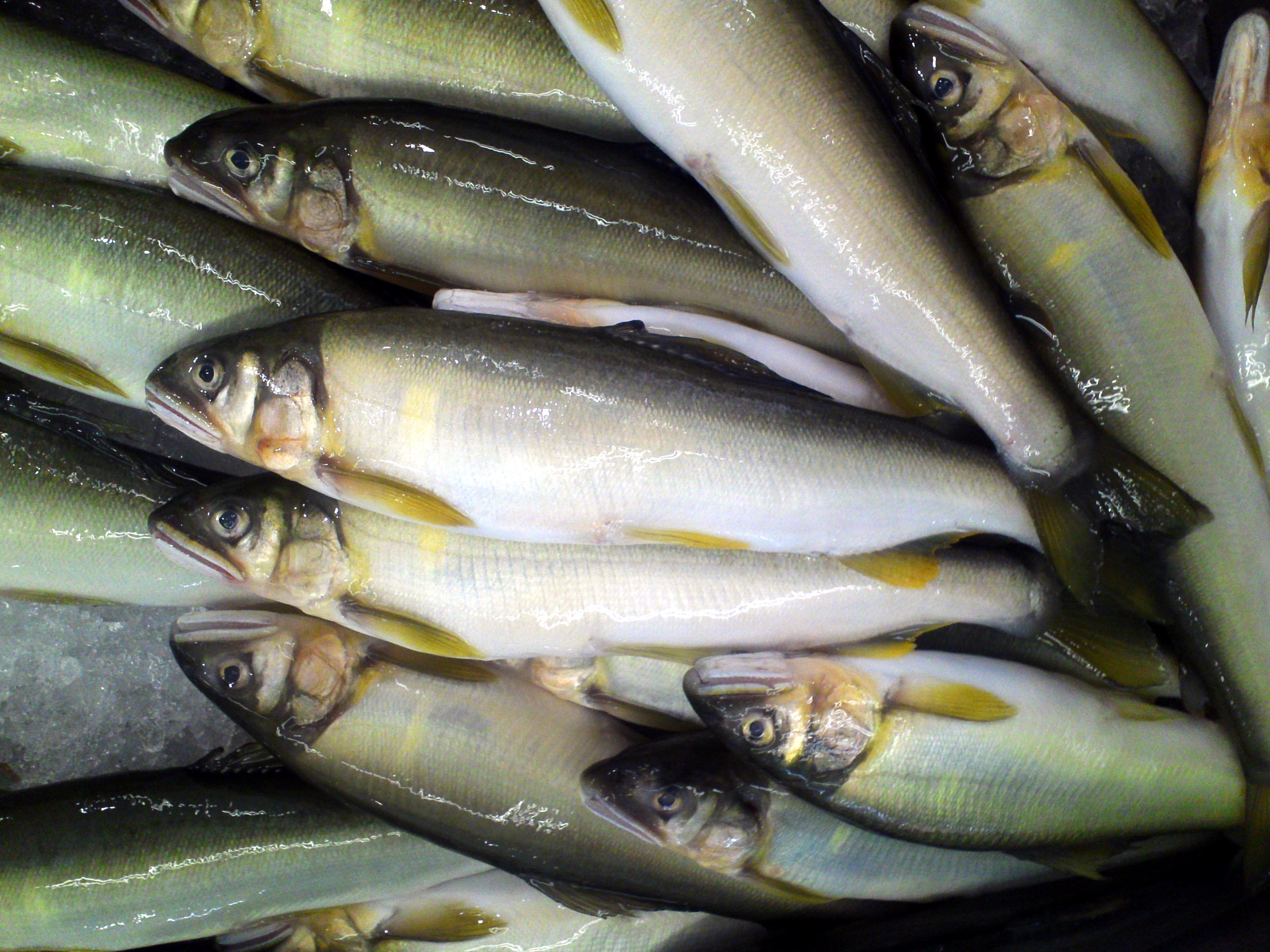
成魚（画像は養殖アユ）

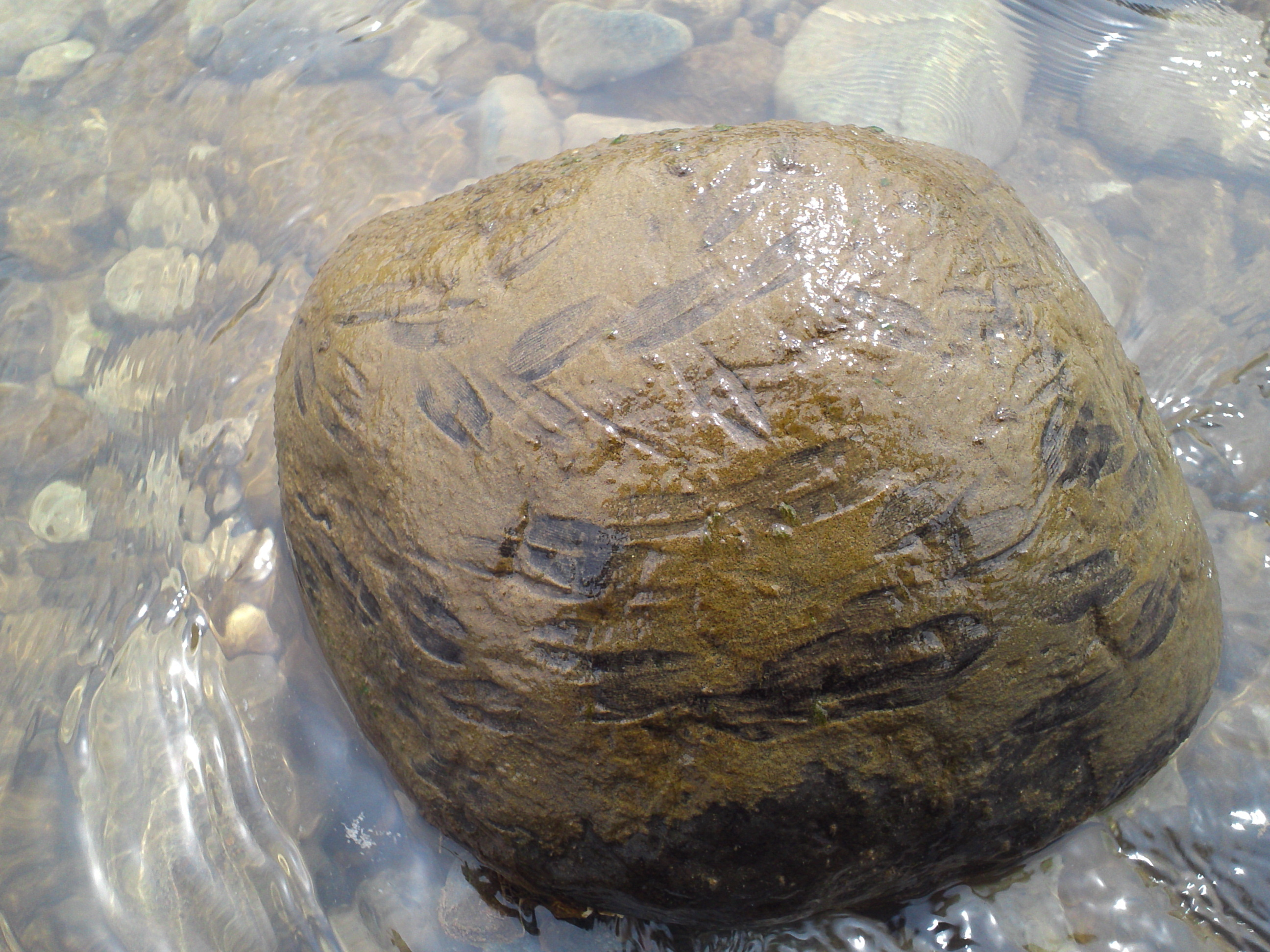
アユの食み跡が残る石

春、海水温と川の水温が同じくらいになると、天然アユは川へ遡上する。
宇川が流れ込む平の湾は、奥行き200メートル、幅1キロメートルほどの浅く、対馬暖流の影響を直に受ける地形のため水質は外海の海水とほとんど変わらない。しかし潮の干満差が最大30センチメートル程と小さく、宇川河口の川幅が狭いため、川水は河口から10メートル地点でもすでに海水の影響を受けず、川水と海水が混じりあう汽水域はごく狭くなっている。宇川のアユは、数十秒から長くても数分以内に、海水と淡水の変化に適応し、河口を通過して数分後から十数分後には藻類を食み始める。宮地の研究以前のアユの生態見聞では、稚アユの食性は海でのプランクトン食から、遡上後しばらくは昆虫食になり、やがて藻類食に移行するものと考えられており、実際にその例が知られていたが、宇川のアユにおいては遡上後ただちに藻食となる。
この時点でのアユの体長は5–7センチメートルである。遡上アユのうち、夏までに死んでいくのは約半数とみられ、初夏に川の一面になわばりを作るアユは生き残った残り半分のアユである。アユはなわばりの中にある岩に付着した藍藻や珪藻などの藻類を餌とする。砂や泥の上にも藻は生えるが、夏の宇川のアユは岩に付着した藻類しか食べない。質の良い藻類はある程度流れのある瀬の石に付着する。アユの1日の摂食量は約20グラムで、早朝から夜遅くまでほぼ一日中休みなく藻を食み、夜は流れのゆるやかな淵や、大きな岩の下手で眠る。この淵と、その下手にある瀬の間を行き来するアユの習性を利用した漁法を網漁では「朝ばり」「夕ばり」と呼び、アユが移動するときを狙って網を張ったという。
宇川に遡上する天然の稚アユの数は年により大きな変動があり、1955年（昭和30年）の調査では1平方メートルあたり11.0尾のところ、1959年（昭和34年）の調査では1平方メートルあたり0.67尾であった。長年の継続的な調査の結果、年により最大50倍程度の遡上数の差が確認されており、生息密度や宇川アユの社会構造にも大きな影響を与えることが明らかとなっている。
アユは一般に餌場となるなわばりを形成し、なわばりに他のアユが侵入すると攻撃する性質をもつが、1平方メートルあたりの密度が3尾以上になるとアユはなわばりを維持できなくなり、他のアユを攻撃することなく川全面で群れて生活するようになる。天然遡上アユが川で過ごす期間は5カ月である。年魚といわれ、産卵を終えると「落ちアユ」となって川を下り、一生を終える。秋に川で孵化した仔魚は、冬の間は海に下り、温暖な沿岸海域で過ごす。熊野灘や伊勢湾などではこの時期の海産稚アユを養殖や放流用の種苗として漁獲し出荷する。丹後半島では1970年（昭和45年）頃までは宮津市の養老付近で海産稚アユを捕っていたが、豊漁と不漁の差が年により大きかったため産業として成り立たず、以後は行われていない。
宇川流域の漁業協同組合では毎年5月に琵琶湖から稚アユを購入して放流事業を行っているが、湖産のアユは遺伝的形質から海で生きることができず、その仔魚も、海に出ると死んでしまう。湖産アユは天然遡上アユよりも産卵時期が早いため、海に流下しても海水温が高すぎて適応できないことが原因とも、海水の塩分への耐性が退化したからであるともいわれている。そのため、湖産の稚アユの放流によって、翌年以降の天然遡上アユが増加することはない。
宇川の天然遡上アユの産卵盛期は、1955年（昭和30年）の京都大学の調査では10月中旬と結論付けられているが、1986年（昭和61年）から1988年（昭和63年）にかけての宇川アユ研究グループの調査では、1986年（昭和61年）が10月下旬、1987年（昭和62年）が11月上旬、1988年（昭和63年）が10月上旬と、産卵時期に幅があることがわかった。1987年（昭和62年）には上流域での国営農地開発の影響で川床が泥に埋まっており、それが10月下旬の台風による増水で一掃されたことで産卵に適した場所が生まれ、親魚が11月上旬に一斉に産卵したと考えられる。一方、湖産アユは9月中旬に産卵するため、放流によって両者が交雑して天然遡上アユの性質が損なわれることはない。

## 宇川の漁業

### 歴史

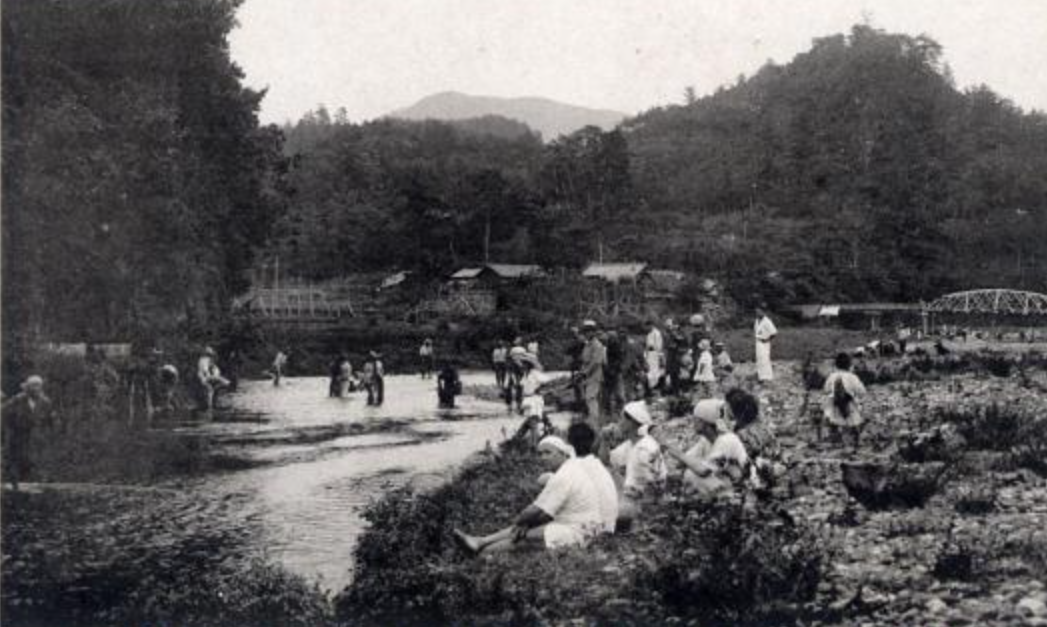
アユ解禁日の漁する人々でにぎわう宇川（昭和初期）

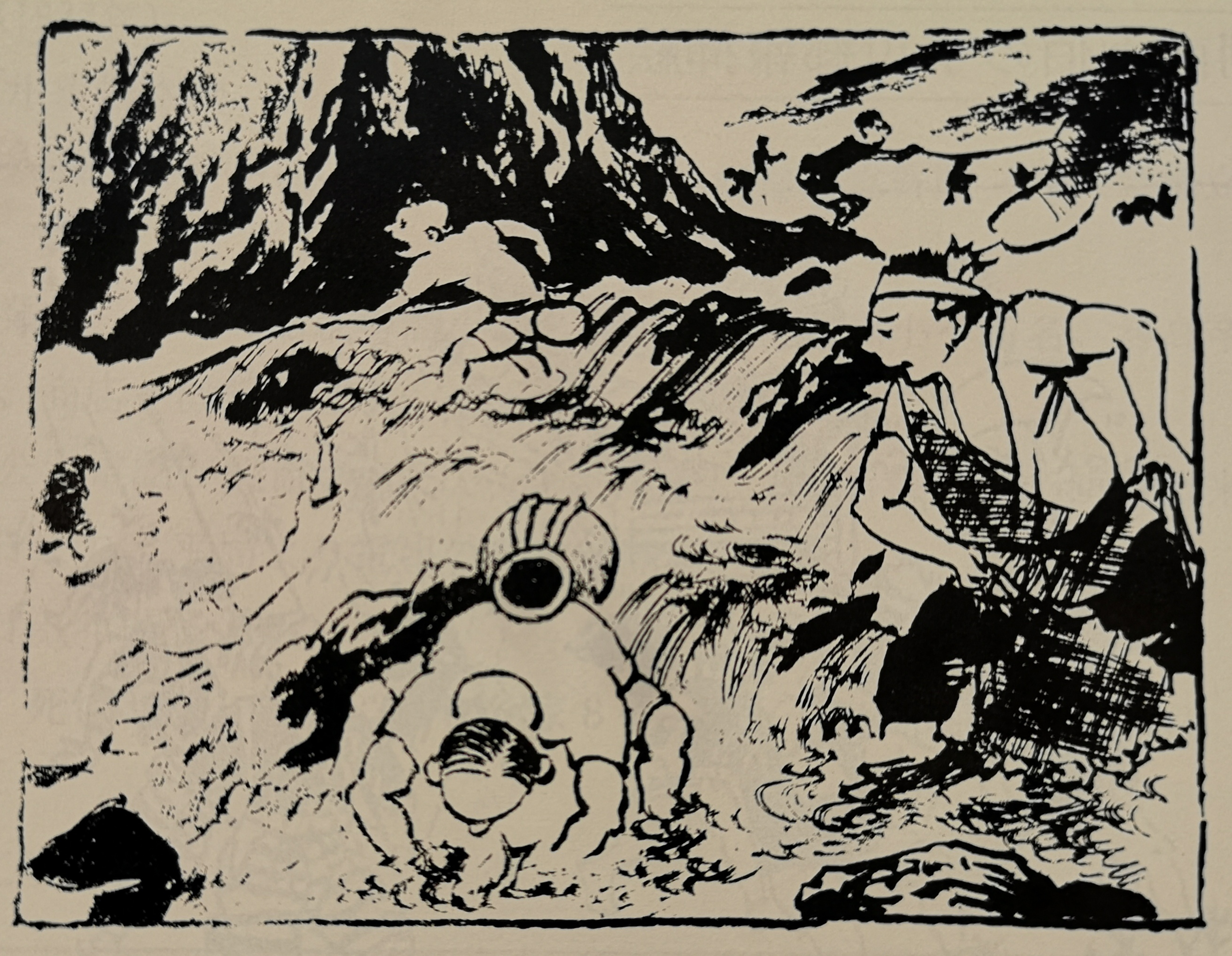
1937年（昭和12年）7月の『宇川郷報』におけるアユ漁の挿絵

宇川にアユが生息することは古くから知られており、近世以前には手で押さえ漁獲していたが、享保年代（1716–1736年）に京都代官所の巡視を受けた際に宿泊先でアユを焼いて供したところ、その美味を称賛され、投網一網と漁法の伝授を受けてその後は投網を用いたアユ漁が盛んになった。
投網漁業者を「川戸（かわと）」と呼び、その後明治時代まで川戸でなければ漁業をすることはできなかった。延享2年（1745年）から鮎運上として銀2匁1分6厘を上納しており、アユの成長を見計らって網元庄屋が漁業開始を指示し、土用の入りで川閉めとした。
明治時代になると漁期の制限が乱れ、1877年（明治10年）–1887年（明治20年）にかけて乱獲されたため、宇川のアユは根絶の危機に瀕した。当時の村長・井上徳左衛門がこれを憂い、京都府知事にアユの保護を上申し、以後、毎年7月1日までは小鮎を獲るのは禁じられることとなった。ちょうどこの頃、平小学校の教師を務めていた宮津の士族・葛山源之助が巻網（旋網）を用いて多くのアユを漁獲しており、漁業者も見習って巻網を使用するようになっていった。
1928年（昭和3年）10月の地域紙「宇川報」には、京都大学の宮地らの研究に先立つこと30年前、愛漁家が研究し、記録した宇川のアユの生態や漁が紹介されている。この記録に拠れば、当時の上宇川村ではアユの人工交配を行っていた。毎年10月中旬に多数のアユを捕らえて里芋の葉にまず雌魚の卵を絞り出し、次いで雄魚の精液を胴体側面を圧迫して絞りかけ、羽箒で撹拌した後、シュロの毛でできた枠を水中にいれてそのなかに受精卵を入れ、海苔をすくように漉きあげる。この作業後、枠に付着して水洗いしても落ちない卵は受精したもので、それを長さ1間、幅1尺の小さな穴を無数に空けた箱に立て並べて重石を載せ、中程度の流速の水中に放置した。十分に成熟した雌アユからは、4–5万粒の卵が採取できたという。上宇川村で毎年処理した卵の数は70–80万粒だった。

### 漁業協同組合

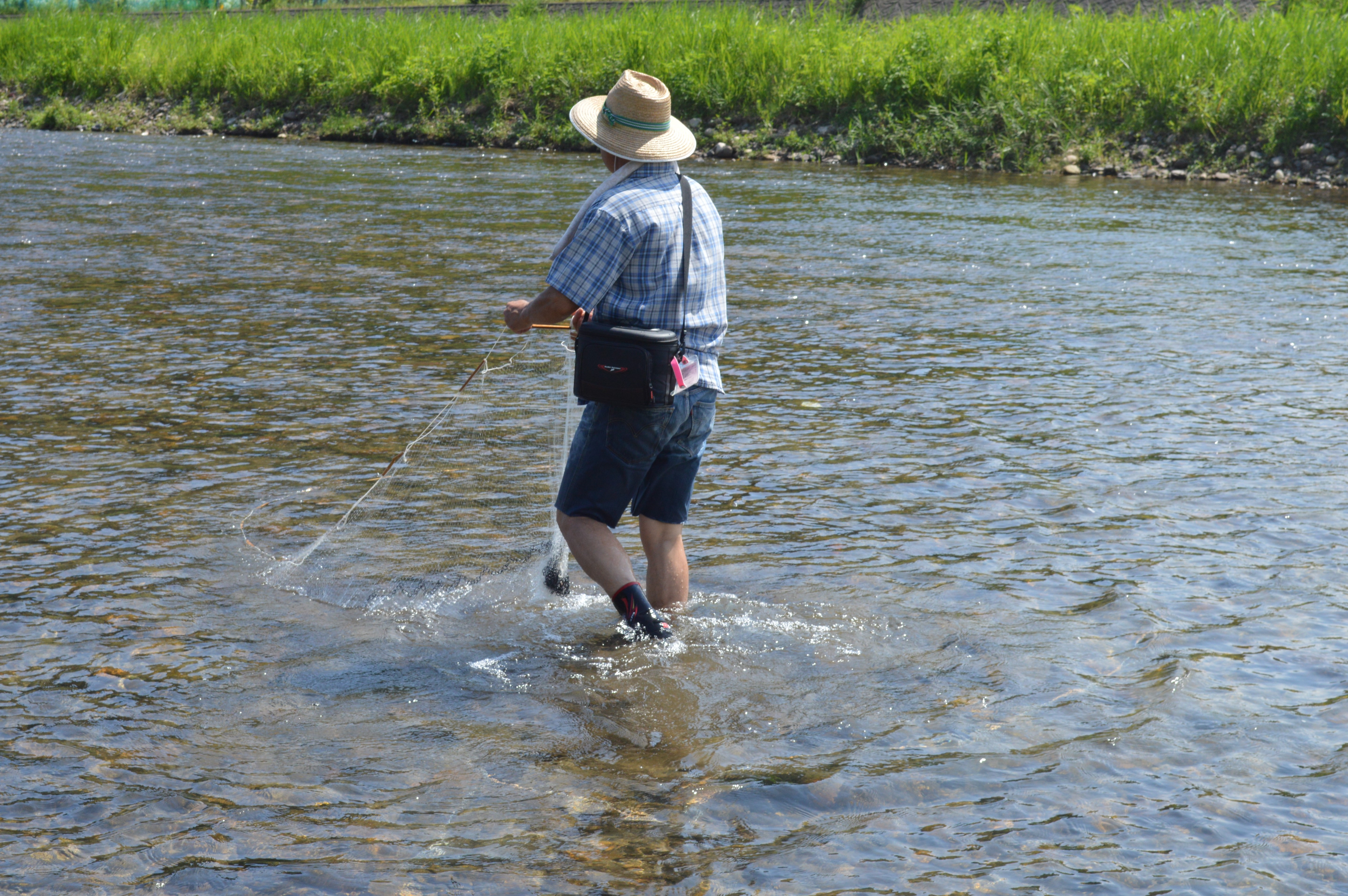
上宇川における巻網のアユ漁

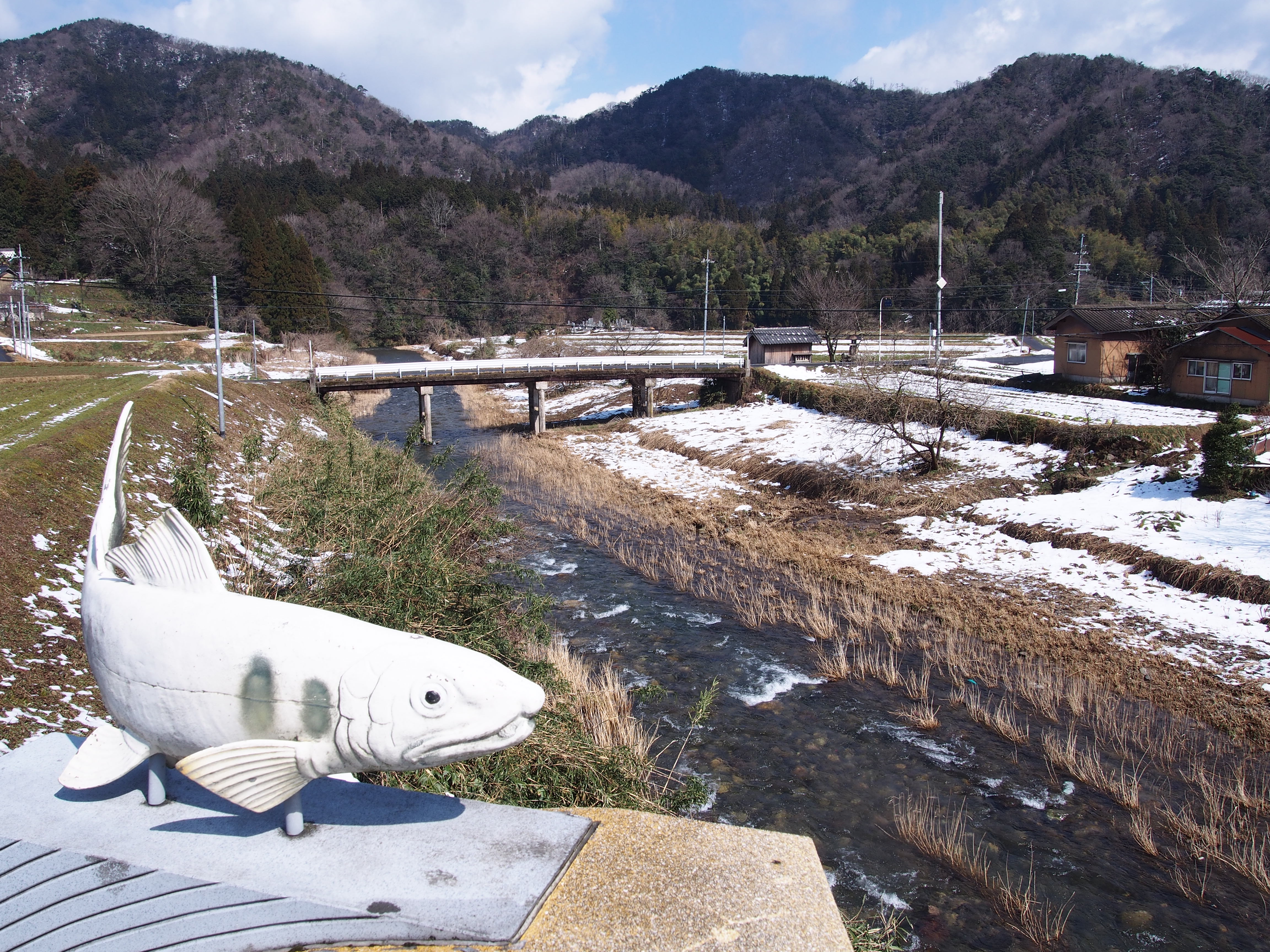
弥栄町野間地域の新中瀬橋

1901年（明治34年）、宇川を有する丹後町宇川地区東部において、上宇川漁業協同組合の前身である上宇川漁業組合が誕生した。当時は海と川の双方での漁業権を持ち、1934年（昭和9年）には、アユ入漁料として投網漁・竿釣り共に1日70銭、巻網漁は1日1円を徴収した。当時は稚鰻を放流しており、鰻漁は1日70銭を徴収した。
1949年（昭和24年）、組合法改正に伴い、上宇川漁業組合から上宇川漁業協同組合と改称した。上宇川漁業協同組合は、1964年（昭和39年）に海の漁業権を放棄し、淡水漁業のみを対象にした組合となり、海の漁業権は、下宇川漁業協同組合へ移譲された。
河川の漁業では、全国的に組合員でも専業の漁師は少なく、漁獲物を機関を通じて売買することも海洋漁業と比して少なく、鑑札を買って獲っていく釣り人が多いために、漁獲統計が整備されていない。上宇川漁業協同組合においても同様で、宇川のアユが実際にどのくらい生息し、漁獲され、消費されてきたのかは今日に至るまで明らかでない。
上宇川漁業協同組合では、かつては各戸すべてが組合に加入し、1988年（昭和63年）の組合員数は110名を数えた。この頃から京都府の漁場管理委員会より通知される増殖目標に従い、稚アユを放流している。1987年（昭和62年）には、200キログラムの稚アユを放流し、この事業は高齢過疎化で組合員数が30名程度まで減少した2021年（令和3年）現在も毎年5月に行われている。放流地点は中瀬橋付近の親水公園や、宇川橋付近で、地元保育園との協働事業として、宇川流域の5カ所から7カ所で行う。2017年（平成29年）と2019年（令和元年）には宇川流域の5カ所で琵琶湖から購入した体長7–10センチメートルほどの稚アユ約18,000尾・約150キログラムを放流した。
宇川は、京丹後市丹後町と弥栄町の2町にまたがる河川である。下流側となる丹後管内は上宇川漁業協同組合の管轄であるが、上流側の弥栄町野間地域には野間漁業協同組合がある。しかし、丹後町小脇にある水力発電所「小脇発電所」の田中ダムを越えてアユが遡上することは容易でなく、野間にはほとんど到達しないとみられており、野間漁業協同組合では毎年より多くの稚アユを放流している。2021年（令和3年）には400キログラムを放流した。

### 漁法

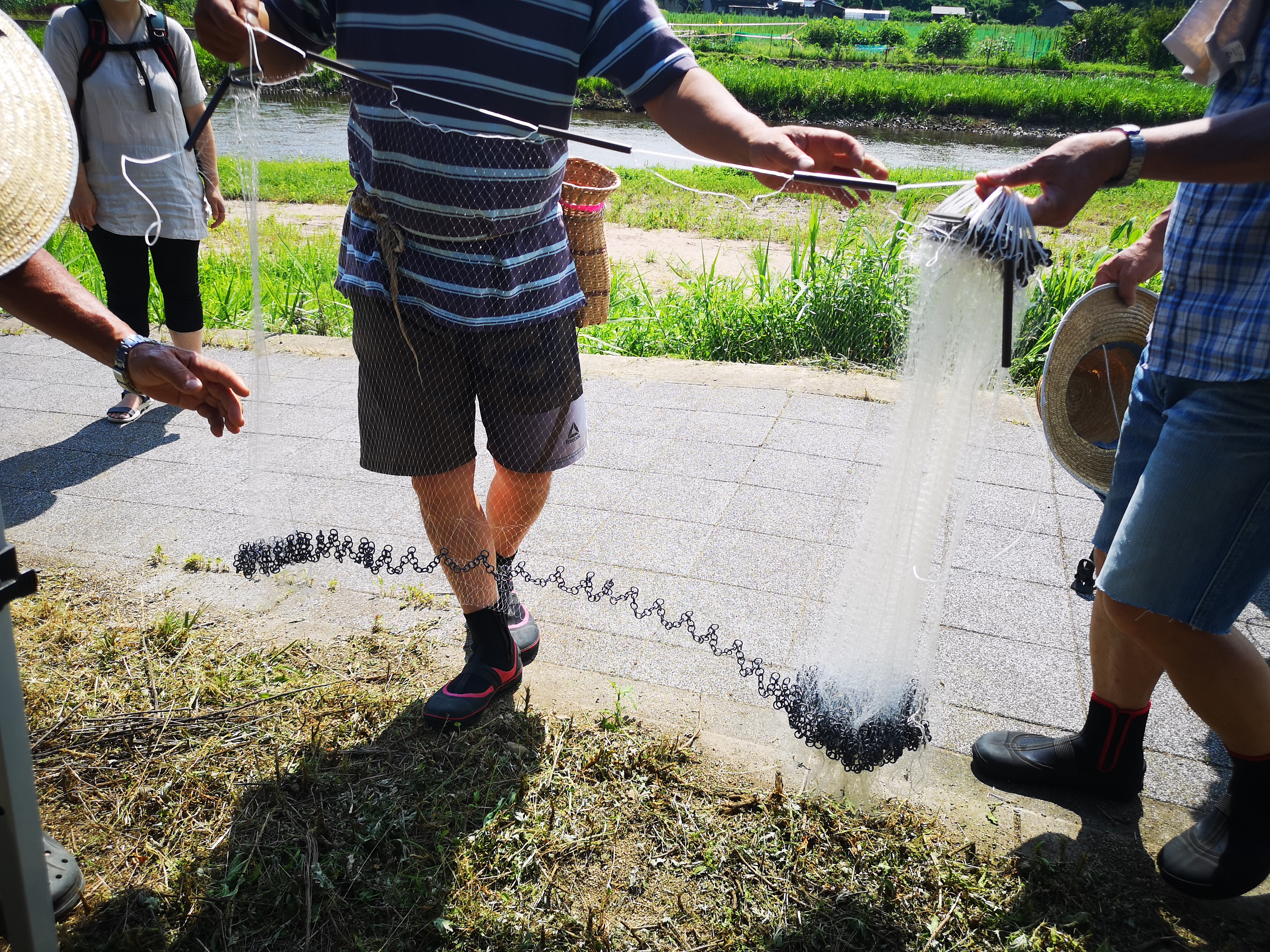
巻網

21世紀現在、主流の網漁である巻網は、戦前まではまだ少なく、当初の網漁は投網であったという。投網は労力を要し、アユの解禁日は、一帯の虎杖小学校や上宇川小学校は休業や授業を遅らせるなどして、児童もアユ漁に参加した。大人が網を打っている横で、子どもは棒で叩いてアユを捕まえたという。
巻網・投網・友釣りの3種の漁法のうち、釣りはほぼ観光客であり、地元漁師は網漁でアユを捕る。地元住民がアユ漁をするのはほとんど解禁日当日のみで、翌日以降は民宿の主が客の夕食のために時々捕るほか、野良仕事や昼寝の時間に川遊びが好きな者が30分ほど網をまく程度である。京都府最北端の宇川は都市部から離れすぎているために、アユがいくら多くても遊漁者はほとんどなく、村の人達のアユ獲りもお祭りのようなもので現金収入にはほとんどならないのが実情であるという

### 漁期
網も釣りも解禁日は以前は一緒であったが、近年では釣りが先駆けて解禁する。昭和中期には例年7月の第1日曜日が釣り・第3土曜日が網の解禁日となっていたが、変動もある。2021年（令和3年）は、上宇川漁協組合では、釣りが6月27日午前6時に解禁し、網漁は区域によって異なり7月18日または8月1日の午前8時に解禁とされた。遊漁期間はいずれも9月30日までとされ、9月20日以降、宇川親水公園付近の中瀬橋から下流河口は禁漁区となる。
一方、上流の野間地域の解禁日は、釣りが7月3日午前6時で漁期は5週間、網漁の解禁日は友釣専用区を除いて8月8日午前8時とされる。一部、釣専用区が設定されており、その解禁日は8月29日午前8時となっている。

## 文化

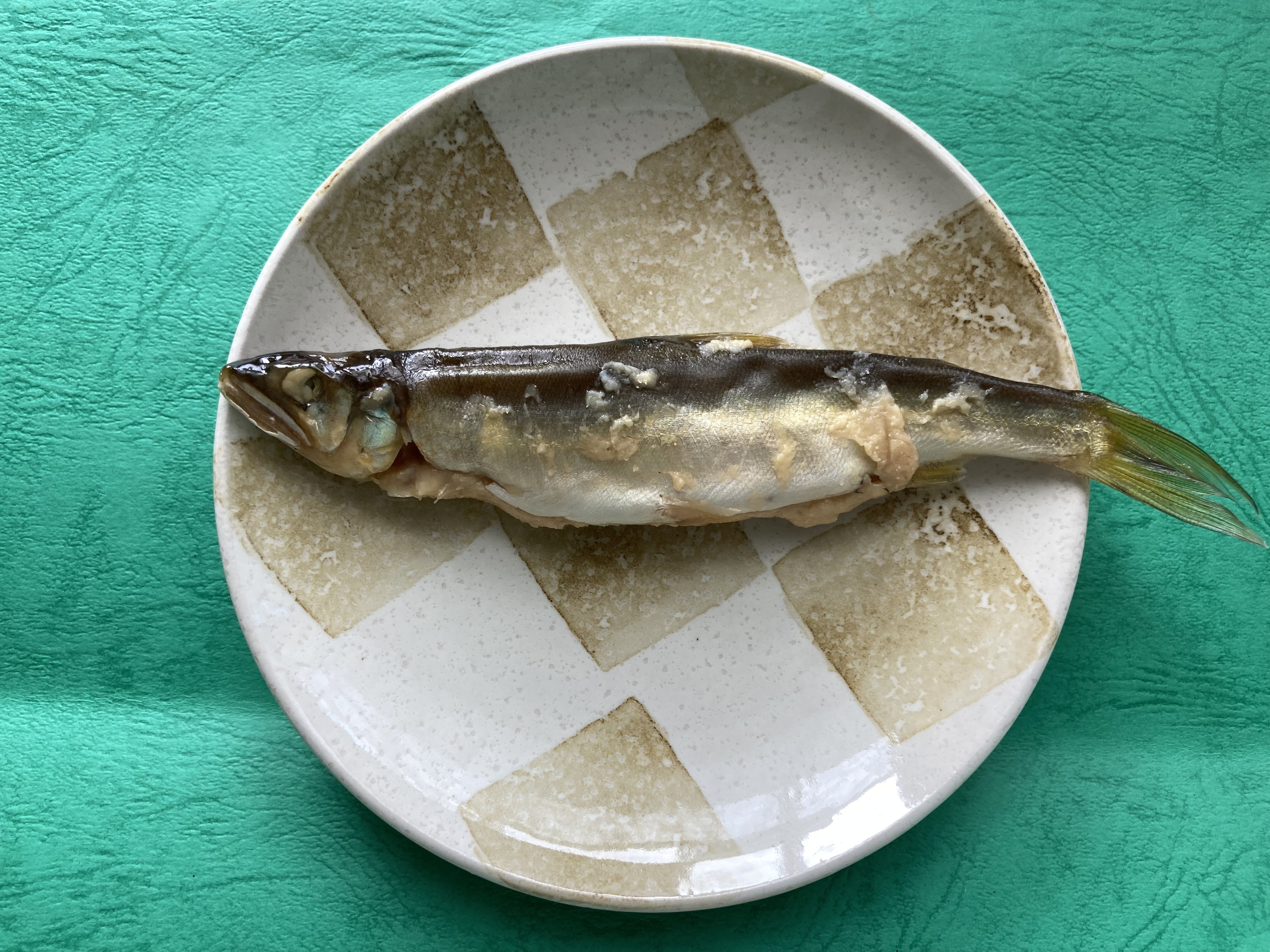
宇川アユのかす漬け

### 食文化

#### 粕漬け
宇川流域の郷土料理に、「アユのかす漬け」がある。伏見の酒蔵へ出稼ぎに行った「宇川杜氏（丹後杜氏）」が、故郷に持ち帰った酒粕で地産のアユを漬け込み、次の冬の出稼ぎで酒蔵への土産として持参したのがはじまりとされる。江戸時代から、農閑期で積雪が多い冬の収入源として、多くの男子が出稼ぎとして酒蔵の仕込み作業に出かけており、大正末期から昭和期には伏見の醸造界で400人以上の丹後杜氏が活躍した。
1964年（昭和39年）に上宇川漁業協同組合が製造したアユのかす漬けのパッケージには、「宇川名産」の文字とアユの姿が描かれている。パッケージでは「宇川鮎の特色」として、「毎年四・五十万匹の天然小鮎が大群をなして遡上し、七・八月の候ともなれば二十糧前後の大鮎となって宇川随一の名産となります。」と述べ、さらに「京都大学動物学教室の研究指定川となり」と宇川でのアユの生態研究を紹介。続いて「酒粕漬鮎の召し上がり方」として、「本品は當地の酒造人の出稼ぎ酒屋の上質酒粕を用いて調理」「とろ火にかけて狐色になるまで焼き骨抜きしてそのまま召し上がって下さい。」と述べ、肴として日本酒に合う等と説明されている。
出稼ぎ労働は20世紀中頃には廃れ、宇川杜氏もほぼ姿を消した。宇川のアユそのものがほとんど市場に流通しないことから、その伝統の味は特産の土産物になるほどには残っていないものの、上宇川地域に嫁ぎ、宇川加工所を通して地産地消の食品加工販売を行う女性がこの食文化を知り、2015年–2018年頃には「アユのかす漬け」復活を試みた事例が知られている。

#### うるか
宇川住民によるアユ漁の目的は第一にわた（内臓）であり、身肉はついでと考えられてきた。アユのわたは60–70パーセントの塩とよく和えて甕に付けて「うるか」とする。漬け込みから約1週間で熟して風味が加わるが、古いものが上質とされる。副食や酒肴でもあるが、第一に強壮剤として重宝され、慢性の不調や、胃腸の調子が良くない時などにはまずうるかを舐める習慣があった。また、皮膚のかぶれにもうるかを塗った。
アユのわたは、体重の約13パーセントを占め、産卵期には25パーセントを占めた。産卵期のメスからとったものを「真子うるか」「子まじりうるか」、オスからとったものを「白うるか」と称し、頭部と鰭を除いたアユの肉ごとわたを刻んで味醂と麹で漬けたものを「切り込みうるか」と称したが、最も上質なものはわただけで作るうるかで、「わたうるか」「にがうるか」「しぶうるか」等と称された。

### 宇川鮎祭り
毎年8月15日に宇川の中瀬橋親水公園（宇川親水公園）で開催されるイベント。アユのつかみどり体験があり、参加者は捕った魚を持ち帰ることができる。